# José Miguel Gómez Rodríguez
José Miguel Gómez Rodríguez (ur. 24 kwietnia 1961 w Bogocie) – kolumbijski duchowny rzymskokatolicki, arcybiskup metropolita Manizales od 2021.

## Życiorys
Święcenia kapłańskie przyjął 2 lutego 1987 i został inkardynowany do archidiecezji Manizales. Pracował przede wszystkim jako duszpasterz w parafiach departamentu Caldas. Był także m.in. wikariuszem biskupim dla północnej części archidiecezji (1997-2003) oraz wykładowcą seminarium w Bogocie.
22 listopada 2004 został prekonizowany biskupem Líbano–Honda. Sakry biskupiej udzielił mu 5 lutego 2005 abp José de Jesús Pimiento Rodríguez. Uroczyste objęcie urzędu miało miejsce 12 lutego 2005.
23 lutego 2015 został przeniesiony na urząd biskupa Facatitivá, zaś 21 marca 2015 kanonicznie objął urząd.
25 kwietnia 2021 papież Franciszek mianował go arcybiskupem metropolitą Manizales. Ingres odbył 5 czerwca 2021.